# Helicobasidium hemispira
Helicobasidium hemispira är en svampart som beskrevs av M.S. Patil, Kund. & Nanaware 2003. Helicobasidium hemispira ingår i släktet Helicobasidium och familjen Helicobasidiaceae.   Inga underarter finns listade i Catalogue of Life.